# Encriptació homomòrfica
El xifratge homomòrfic és una forma de xifratge que permet realitzar càlculs sobre dades xifrades sense haver de desxifrar-les abans. Els càlculs resultants es deixen en una forma xifrada que, quan es desxifra, dona com a resultat una sortida idèntica a la produïda si s'haguessin realitzat les operacions sobre les dades no xifrades. El xifratge homomòrfic es pot utilitzar per a l'emmagatzematge i la computació subcontractats per preservar la privadesa. Això permet que les dades es xifrin i subcontractin a entorns de núvol comercials per processar-les, tot mentre estan xifrades.
El xifratge homomòrfic elimina la necessitat de processar les dades en clar, evitant així atacs que permetrien a un pirata informàtic accedir a aquestes dades mentre es processen mitjançant l'escalada de privilegis.
Per a dades sensibles, com ara la informació de salut, el xifratge homomòrfic es pot utilitzar per habilitar nous serveis eliminant les barreres de privadesa que inhibeixen l'intercanvi de dades o augmentant la seguretat dels serveis existents. Per exemple, l'anàlisi predictiva a l'assistència sanitària pot ser difícil d'aplicar mitjançant un proveïdor de serveis de tercers a causa de problemes de privadesa de dades mèdiques, però si el proveïdor de serveis d'anàlisi predictiva pot operar amb dades encriptades, aquestes preocupacions de privadesa disminueixen. A més, fins i tot si el sistema del proveïdor de serveis està compromès, les dades romandrien segures.

## Descripció
El xifratge homomòrfic és una forma de xifratge amb una capacitat d'avaluació addicional per calcular sobre dades xifrades sense accés a la clau secreta. El resultat d'aquest càlcul roman encriptat. El xifratge homomòrfic es pot veure com una extensió de la criptografia de clau pública. Homomorfisme es refereix a l'homomorfisme en àlgebra: les funcions de xifrat i desxifrat es poden considerar com homomorfismes entre espais de text pla i xifrat.
El xifratge homomòrfic inclou diversos tipus d'esquemes de xifratge que poden realitzar diferents classes de càlculs sobre dades xifrades. Els càlculs es representen com a circuits booleans o aritmètics. Alguns tipus comuns de xifratge homomòrfic són parcialment homomòrfic, una mica homomòrfic, anivellat totalment homomòrfic i totalment homomòrfic:
- El xifratge parcialment homomòrfic inclou esquemes que admeten l'avaluació de circuits que consisteixen només en un tipus de porta, per exemple, la suma o la multiplicació.
- Els esquemes de xifratge una mica homomòrfics poden avaluar dos tipus de portes, però només per a un subconjunt de circuits.
- El xifratge totalment homomòrfic anivellat admet l'avaluació de circuits arbitraris composts per múltiples tipus de portes de profunditat limitada (predeterminada).
- El xifrat totalment homomòrfic (FHE) permet l'avaluació de circuits arbitraris composts per múltiples tipus de portes de profunditat il·limitada i és la noció més forta de xifrat homomòrfic.

Per a la majoria dels esquemes de xifratge homomòrfic, la profunditat multiplicativa dels circuits és la principal limitació pràctica per realitzar càlculs sobre dades xifrades. Els esquemes de xifratge homomòrfic són intrínsecament mal·leables. Pel que fa a la mal·leabilitat, els esquemes de xifratge homomòrfics tenen propietats de seguretat més febles que els esquemes no homomòrfics.

## Història
S'han desenvolupat esquemes de xifratge homomòrfic mitjançant diferents enfocaments. Concretament, els esquemes de xifratge totalment homomòrfics sovint s'agrupen en generacions corresponents a l'enfocament subjacent.

### Pre-FHE
El problema de construir un esquema de xifratge totalment homomòrfic es va proposar per primera vegada l'any 1978, un any després de la publicació de l'esquema RSA. Durant més de 30 anys, no estava clar si existia una solució. Durant aquest període, els resultats parcials inclouen els esquemes següents:
- Criptosistema RSA (nombre il·limitat de multiplicacions modulars)
- Criptosistema ElGamal (nombre il·limitat de multiplicacions modulars)
- Criptosistema Goldwasser-Micali (nombre il·limitat d'operacions o exclusives)
- Criptosistema Benaloh (nombre il·limitat d'addicions modulars)
- Criptosistema Paillier (nombre il·limitat d'addicions modulars)
- El sistema Sander-Young-Yung (després de més de 20 anys va resoldre el problema dels circuits de profunditat logarítmica)
- Criptosistema Boneh–Goh–Nissim (nombre il·limitat d'operacions d'addició però com a màxim una multiplicació)
- Criptosistema Ishai-Paskin (programes de ramificació de mida polinòmica)

### FHE de primera generació
Craig Gentry, using lattice-based cryptography, described the first plausible construction for a fully homomorphic encryption scheme in 2009. Gentry's scheme supports both addition and multiplication operations on ciphertexts, from which it is possible to construct circuits for performing arbitrary computation. The construction starts from a somewhat homomorphic encryption scheme, which is limited to evaluating low-degree polynomials over encrypted data; it is limited because each ciphertext is noisy in some sense, and this noise grows as one adds and multiplies ciphertexts, until ultimately the noise makes the resulting ciphertext indecipherable.

### FHE de quarta generació
El 2016, Cheon, Kim, Kim i Song (CKKS) van proposar un esquema de xifratge homomòrfic aproximat que admet un tipus especial d'aritmètica de punt fix que es coneix comunament com a aritmètica de coma flotant de blocs. L'esquema CKKS inclou una operació de reescala eficient que redueix un missatge xifrat després d'una multiplicació. Per comparar, aquest canvi d'escala requereix l'arrencada als esquemes BGV i BFV. L'operació de reescala fa que l'esquema CKKS sigui el mètode més eficient per avaluar aproximacions polinomials i és l'enfocament preferit per implementar aplicacions d'aprenentatge automàtic que preserven la privadesa. L'esquema introdueix diversos errors d'aproximació, tant no deterministes com deterministes, que requereixen un tractament especial a la pràctica.